# 322574 Werckmeister
322574 Werckmeister è un asteroide areosecante. Scoperto nel 1990, presenta un'orbita caratterizzata da un semiasse maggiore pari a 2,5528018 UA e da un'eccentricità di 0,3773647, inclinata di 6,68343° rispetto all'eclittica.